# Anton Sjantyr
Anton Igorevitj Sjantyr (ryska: Антон Игоревич Шантырь), född den 25 april 1974 i Budapest, Ungern, är en rysk tävlingscyklist som tog OS-silver i lagförföljelsen vid olympiska sommarspelen 1996 i Atlanta.